# Trò chơi thoát y

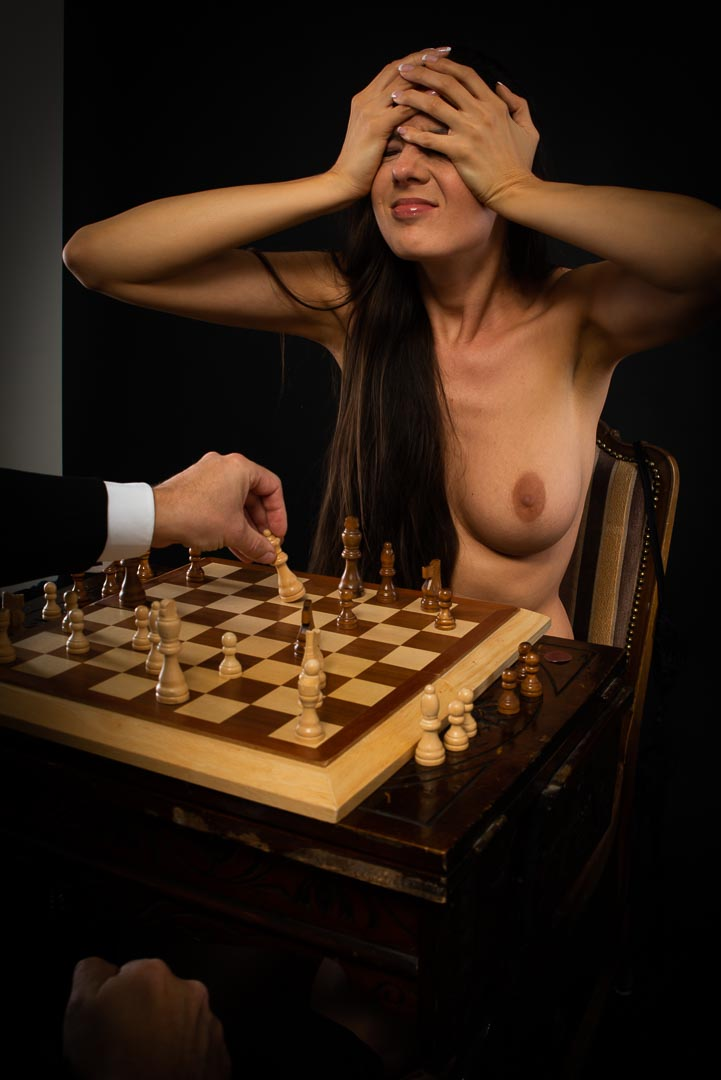
Trò chơi thoát y dưới hình thức đánh cờ vua, bên thua phải tự lột sạch đồ

Trò chơi thoát y (Strip game) hay còn gọi là trò chơi cở đồ là những trò chơi có yếu tố hoặc cơ chế cởi đồ trong luật chơi. Có hai loại trò chơi kiểu này loại đầu tiên mang tính khiêu dâm, và việc bắt những người khác cởi quần áo là một trong những mục đích của trò chơi. Loại thứ hai không mang tính khiêu dâm, và việc cởi quần áo được thực hiện để phân biệt giữa hai đội, vận động viên sẽ cởi áo để phân biệt trực quan giữa hai đội. Trong các trò chơi khiêu dâm, việc lột hết quần áo được coi là một phần của trò chơi thông thường theo phong cách thoát y. 

## Giới thiệu
Đây là một trò chơi tiệc tùng và là một biến thể của trò đánh bạc poker truyền thống, trong đó người chơi phải cởi bỏ quần áo khi thua một vòng. Bất kỳ hình thức poker nào cũng có thể được chuyển thể thành hình thức cởi đồ, tuy nhiên, nó thường được chơi bằng các biến thể đơn giản với một vài vòng cược, như rút năm lá bài. Người mở bài phải cược, và họ có thể tăng cược, giống như poker thông thường. Sau khi rút bài, người chơi đặt cược khác, giống như poker thông thường. Một khi một món đồ quần áo bị cởi ra, thì theo quy tắc người thua không được mặc lại. Quần áo chỉ được sử dụng làm tiền cược để đặt cược. Chỉ có quần áo mới có thể được đặt cược. Không người chơi nào được rút lui sau khi trò chơi bắt đầu mà không bị mất tất cả các món đồ quần áo đã ký cược. 
Trong khi có ý kiến cho rằng trò chơi bài lột đồ có nguồn gốc từ các nhà thổ ở New Orleans tại Hoa Kỳ vào cùng thời điểm với trò chơi bài poker đầu tiên vào thế kỷ XIX thì thuật ngữ này chỉ được chứng thực là xuất hiện từ thế kỷ XX. Sau này có trò chơi thoát y Yakyūken được Kinichi Hagimoto phổ biến. Tùy thuộc vào quy định và hoàn cảnh cụ thể của trò chơi, trò chơi thoát y có thể gặp phải sự điều chỉnh dựa trên các chuẩn mực luật trang phục theo quốc gia (mặc hoặc không mặc đồ), luật chơi game và cờ bạc và vấn đề pháp luật và tình dục, dấu hiệu biểu hiện tình dục. Ngoài ra, việc ép buộc ai đó chơi trò chơi thoát y bằng lời nói thường được coi là một hình thức quấy rối tình dục. Vào năm 2013, khái niệm cá cược thể thao thoát y đã được ra mắt tại Hoa Kỳ bằng cách tạo ra các chương trình phát sóng trực tiếp trên Internet với sự tham gia của các người mẫu và diễn viên khiêu dâm cá cược vào các trận bóng đá và cởi đồ khi thua cuộc.